# 棕胸辉蜂鸟
是雨燕目蜂鸟科的一种鸟类。
棕胸辉蜂鸟体重约7.79克，翼长约69.3毫米，嘴峰长约27.7毫米，喙宽度约2.5毫米，喙厚度约2.3毫米，跗蹠长约5.2毫米，尾长约43.3毫米。棕胸辉蜂鸟在其分布区内为留鸟，其栖息在密集的高大树木组成的森林中，食性为草食性，主要食物来源是植物的花蜜。

## 亚种
- ：分布于哥伦比亚的安第斯山脉中部和东部。
- ：分布于哥伦比亚的安第斯山脉西坡和厄瓜多尔西部。
- ：分布于厄瓜多尔东部和秘鲁东北部的安第斯山脉东坡。[4]